# ZAC (Dj)
Thiago Zacchi (Chapecó, 27 de febrero de 1987), conocido profesionalmente como ZAC, es un DJ (Disc Jockey) y productor de música electrónica brasileño. Con más de 10 años de carrera, actualmente es reconocido como uno de los principales DJs dentro del estilo house progresivo en Sudamérica.
Como productor, ha lanzado más de 130 canciones, entre remixes, colaboraciones y trabajos de autor. Su remix ''Make It Better'' lanzado por Sony Music en el año 2020 acumula más de 5 millones de reproducciones en Spotify. 
A finales de enero de 2023, ZAC fue anunciado (por votación popular) como el DJ alternativo número 1 de Brasil en el Top Ranking de House Mag DJs Brasil 2022.
A pesar de tratarse de una categoría para artistas conceptuales o underground, los números de ZAC fueron comparables a los de artistas comerciales, hasta el punto de ocupar el 8º puesto en la clasificación general, por delante de gigantes de la llamada escena mainstream.
Thiago Zacchi (ZAC) actualmente vive en la ciudad de Itapema ubicada en la costa norte del estado de Santa Catarina, región polo de la música electrónica en Brasil. 

## Primeros años
Thiago Zacchi nació en Chapecó, ciudad considerada la capital del Oeste de Santa Catarina, estado del sur de Brasil, ubicado cerca de la frontera con Argentina. Hijo de maestros de escuelas públicas, Thiago aprendió en la infancia a tocar la guitarra en la Iglesia de los 6 a los 9 años. 
De adolescente comenzó a escuchar bandas de música rock como Queen, Guns N' Roses, Metálica y Raimundos, además de otras con influencias progresivas y electrónicas como Pink Floyd y The Prodigy. Con el cambio de siglo, comienza a frecuentar la discoteca local de la ciudad (República), donde tiene su primer contacto visual con la figura de un DJ (Wilian). 
En 2003 ingresa a la facultad de administración de Unochapeco y comienza a interesarse por asumir el mando sonoro de las fiestas de su promoción.

## Período El Baile
A mediados de 2006, Thiago Zacchi junto a Fabricio Parizotto comenzaron un proyecto de DJ e instrumentos en vivo (mezclando música house con acordes de gaita) llamado el "El Baile". El dúo comenzó a actuar en la región del estado de Santa Catarina y pronto se convirtió en uno muy popular dentro del país, llamando la atención de grandes sellos como Sony y Universal Music.
Durante los 10 años del proyecto, se presentaron en diversos eventos, desde ferias hasta eventos públicos para alcaldías, clubes de playa y festivales de música. Temas como ''Feelings feat James TY'', ''Hasta Que Se Vá'' y ''Dangerous Games'', de Universal Music, alcanzaron miles de reproducciones en Spotify.
A finales de 2017, el proyecto estaba siendo dirigido por las grandes discográficas para dejar la electrónica pura e incorporar el Raggaeton, estilo que explotaría en los años siguientes. Zacchi cuestiona esta nueva versión del dúo y decide irse y reconectarse con los sonidos conceptuales, en particular, con el progressive house.
Principales Singles
- We Own The Night (2016, Sony Music)
- Close Your Eyes (2016, Sony Music)
- Feelings feat James TY (2017, Universal Music)
- Hasta Que Se Vá (2018, Universal Music)[10]
- Dangerous Games feat Elle Vee (2018, Universal Music)

EP
- Chopper (2013, Santos Music), DJ PP remix

## Período Pimpo y Zacchi
Incluso antes de terminar el proyecto El Baile, Zacchi comenzó a trabajar en el estudio con el productor Pimpo Gama.  En 2015 lanzaron el tema ''Go'', el cual tuvo gran aceptación dentro de la escena deep house nacional. Otro tema que elevó el nombre del dúo fue "Open Your Eyes" con la voz de Bob Marley. 
Aún en 2015, "Pimpo y Zacchi" comenzó a tocar back to back shows en festivales como Planeta Atlântida, Creamfields Floripa y Kaballah y D-edge en São Paulo. Pimpo & Zacchi tienen canciones interpretadas constantemente por la leyenda inglesa Pete Tong e importantes DJs internacionales como Vintage Culture. 
El final de la asociación se debió a que Pimpo Gama buscaba enfocar su carrera más en la ingeniería de audio que en la agotadora rutina de viajar que tienen los DJs.
Principales Singles
- Pimpo Gama & Zacchi – Go (2015, Loulou Records)
- Pimpo Gama & Zacchi – Origins (2017, Loulou Records)
- Pimpo Gama & Zacchi – Open Your Eyes feat Bob Marley (2017, sem lançamento)

Remixes
- Robert Babicz - Remix de All The Things Around, Pimpo & Zacchi (2016, compilación Big Fella Happy)

## Carrera
Mientras estudiaba administración, Thiago comenzó a pinchar regularmente en bares, hoteles y eventos privados para tener un segundo trabajo. Durante este período, comenzó a frecuentar el Warung Beach Club con amigos en la costa del estado de Santa Catarina.
A mediados de 2006 conoce a Fabricio Parizotto (un músico con amplia experiencia en conciertos con gaita). Influenciados por el legendario dúo Leozinho & Parcionik. inician un proyecto de DJ e instrumentos en vivo (mezclando música house con acordes de gaita) llamado el "El Baile". El proyecto funciona armoniosamente bien y rápidamente comienza a presentarse en la costa y en todo el país como uno de los proyectos más originales de la escena brasileña. 
En septiembre de 2009, junto con socios (Ivandro Sales, Mauricio Bertolini, Elio Fernandes Jr, Sidervan Mascarello) Zacchi inicia una revolución en la escena electrónica de Chapecó al abrir el club Amazon, donde también inicia su primera residencia oficial como DJ.
El club Amazon fue fundamental en esta etapa de su carrera, pues en medio de los shows por todo el país con "El Baile", el lugar le dio la oportunidad de tocar un sonido diferente y conceptual, tocando durante varios años junto a grandes nombres nacionales y algunos iconos del house progresivo como Sasha, Nick Warren y Hernan Cattaneo.
En ese momento se aboca al estudio y la producción musical creando los temas ''Lost'' y poco después "Capioeira'' ya bajo el nuevo alter ego ZAC. 
Durante 2018, ZAC recibe el patrocinio del DJ y productor alemán D-nox. El asesoramiento en el estudio lleva a la producción conjunta con Gabriel Carminatti del tema ''Cristal'', recibiendo el apoyo de Hernan Cattaneo en Warung Beach Club, además de una invitación para remezclar el tema ''Tripod'' de Fat Sushi, apoyado fuertemente por D-nox.
Durante este período, comenzó a recibir invitaciones para tocar en eventos expresivos como Universo Parallelo. Sus grandes actuaciones en el sur de Brasil, especialmente Warung Beach Club, sumadas a la lectura precisa de la pista, dan la invitación para unirse a la gigante Alliance Agency a finales de 2018.
En 2019, ZAC produce el tema ''Ritual'' en colaboración con Andre Gazolla, donde nuevamente recibe el apoyo de Hernán Cattaneo, comenzando a llamar la atención de los argentinos.
En abril, ZAC remezcla con D-nox el tema ''Life on the Moon'' de Juan Deminicis, uno de los principales productores de house progresivo del momento, para Proton Music.
Todavía en 2019, la pista con todos los derechos de autor titulada ''Arppyrei'' llama la atención desde otros lados de la escena, más enfocados en Indie Dance y Techno. Esta canción fue diseñada para romper barreras y llevar su nombre a casos de diferentes artistas, dejando un poco de house progresivo, el estilo que más estaba soltando.
ZAC cierra 2019 remezclando al referente italiano Giorgia Angiuli para el tema ''You Shine'', de Warung Recordings, llevando su nombre por toda Europa.
En febrero de 2020, ZAC remezcla el tema ''Make It Better'' (de Maxximal, Ashibah y Dashdot) junto a Bakka, uno de sus descubrimientos y que luego se convertiría en un alumno de referencia en la comunidad de producción musical de Fluxo. ''Make it Better'': alcanzó más de 5 millones de reproducciones en Spotify, donde el remix abrazó el lado Melodic House & Techno, un estilo que ZAC luego se convertiría en una referencia nacional en términos de producción.
Con la pandemia, ZAC pasa por una fase de inmersión en el estudio por primera vez en sus 15 años de carrera. Para mantenerse activo, comienza a dar clases gratuitas de producción musical invitando a sus seguidores a avanzar en el conocimiento dentro del difícil momento del confinamiento global. Este movimiento sería uno de los más importantes de su carrera. Su nombre comienza a circular en los medios y tras bambalinas debido a su capacidad para enseñar. Su habla natural como docente, heredada de sus padres, resultaría ser una de sus fortalezas para convertir la pandemia en algo positivo y propositivo en su carrera. La idea era seguir brindando a los productores canciones para vidas rutinarias en Facebook y YouTube.
En noviembre de 2020 sale otra alianza con Bakka, titulada ''Distortion'' (Sprout Label) también dentro de Melodic House & Techno, recibiendo apoyo de exponentes como Solomun, John Digweed y Joris Voorn.
Durante este período decidió crear el movimiento Fluxo, una comunidad para enseñar producción musical a través de videoclases en vivo e intercambio de conocimientos entre los participantes.
En 2021 sale a la luz el tema ''Kosmos'' junto a Circle Of Life de Movement Records, tema que vuelve al house progresivo y que a día de hoy es su trabajo más vendido en beatport. Durante este período, fortaleció las relaciones con el personal de Warung Beach Club a través de la sugerencia de una escuela de DJ impulsada por el club, utilizando la fuerza de la marca para atraer y descubrir nuevos nombres. Así nació la Escuela Warung.
Con la reapertura de eventos en octubre de 2021, por su intenso volumen de producciones durante el período bajo y su exposición como productor, ZAC se convierte automáticamente en uno de los artistas más solicitados del país. Pocos nombres lograron salir más grandes de lo que entraron en la pandemia. ZAC supo aprovecharlo muy bien para acelerar varios pasos en su carrera. En ese momento ZAC se convierte en un nombre constante en la composición de las formaciones de Warung Beach Club, siendo casi siempre el nombre de transición entre el calentamiento y el artista principal. Una curiosidad, a pesar de que todos los medios y aficionados lo consideran DJ Residente de "el templo" (Warung Beach Club), nunca había sido anunciado oficialmente por el club - hecho que se produce a finales de 2022.
En enero de 2022, luego de presentaciones que le valieron muchos elogios, los miembros del club Laroc, uno de los más reconocidos del país, invitaron a ZAC a convertirse en residente. Comienza a abrir espectáculos pesados y cierra la pista a grandes audiencias.
El constante apoyo recibido de Hernán Cattaneo, junto con grandes sets en Warung Beach Club, hicieron que su nombre fuera convocado al primer show internacional en Argentina. Su relación con el público hermano comienza a estrecharse. También comienza a presentarse con frecuencia en Chile.
En abril de 2022, actúa por primera vez en el Warung Day Festival, presentándose durante la puesta del sol en la famosa Pedreira Paulo Lemiski en Curitiba.
En julio de 2022, sale ''Innerside'' con PACS, uno de los productores más talentosos de la comunidad Fluxo. Tema de Purified Records, un house progresivo extremadamente enérgico, ideal para grandes pistas de baile. La pista recibió el apoyo de Tale Of Us.
En septiembre de 2022, tuvo la oportunidad de tocar en el principal festival de Brasil, Rock In Rio.  Tocando en la pista electrónica del evento para más de 20.000 personas.
Cabe señalar que entre 2017 y ahora, ZAC ha lanzado más de 130 canciones, entre remixes, colaboraciones y trabajos de autor. Algo que demuestra su intensidad con relación a la producción musical.

## Fluxo Records & Warung School & Comunidade Fluxo
Poco después del comienzo de la pandemia, ZAC decide sumergirse en el estudio y comienza a fortalecer las relaciones con varios productores nacionales. Al ver un gran vacío de necesidad de contenido en vivo para principiantes, decide crear el movimiento Fluxo.
Fluxo es una comunidad para enseñar producción musical a través de lecciones en video en vivo e intercambio de conocimientos entre los participantes. La idea central gira en torno a la colaboración para generar evolución, una verdad muy presente en la disolución del covid-19. 
Fluxo se convierte naturalmente en el nombre de su primer sello discográfico, diseñado para dar voz oficialmente a varios nuevos productores que su escuela comenzó a lanzar, entre ellos Pacs, Urannia, Gugga, Riko, Mairom Camara, Dani Ebner.
A principios de 2021, ZAC sugiere al personal de Warung el proyecto y una escuela de DJ. Warung School surgió como una forma de ayudar a los DJ residentes del club, además de descubrir nuevos talentos. Nombres como Gustavo Rassi, Gabriela Almeida, Leo Janeiro, Eli Iwasa y Blancah fueron los pilares del proyecto, pero todos los residentes participaron invitando a otros artistas a hablar sobre sus carreras, pasando a dar clases de marketing, consejos de cómo gestionar sus carreras, producción musical, posicionamiento de pistas y redes sociales. 
La escuela fue todo un éxito, con más de 500 alumnos y con el objetivo de ayudar en el proceso de renovación del panorama nacional. De este movimiento surgieron nombres como Scabeni, Mairon Camara, Gugga, Keli Moreira, Uton, Mariz y Dani Ebner.

## Discografía

#### EPs
- ZAC - Astronomy, Moonlight (2018, House Mag Records)
- ZAC & Gabriel Carminatti – Crystal, Perfect In Spirit, Exosphere (2018, Beat Boutique Records)
- ZAC – Capoeira (2018, Pyramid Waves Records)
- ZAC & DJ Glen – Reverterio, Storm (2018, Pyramid Records)
- ZAC & Gabriel Carminatti – Rutile, Give Me Your Arp (2018, Beat Boutique Records)
- ZAC & Andre Gazolla – Ritual, Tripod remix (2019, Sprout Records)
- ZAC & Kriptus – Veneno, Alma, Atemporal (2019, TRAxART Records)
- ZAC & Who Else – Vudu, Detox (2019, Dear Deer Black Records)
- ZAC & Bakka – Distortion, Red Star, El Fabuloso Mundo de Hans (2019, Sprout Records)
- ZAC & Who Else – Renegade Explorer, Lightness (2019, Dear Deer White Records)
- ZAC – Spartan, Reyve, Vyrus (2019, Elevation Records)
- ZAC & Who Else – Odyssey, Game of Love (2020, Sprout Records)
- ZAC & Bakka – Tiva, La Culebra (2020, Eklektisch Records)
- ZAC & Bakka – Blossom, Whispers (2021, Bunny Tiger Dubs Records)
- ZAC & Who Else & PACS – Hera, Hades (2021, ZED Music Records)
- ZAC & Bakka – Illimani, Strobe, Rushing (2021, Fluxo Records)
- ZAC & Zagitar – Access, Hühnerhaus (2021, Ekleltisch Records)
- ZAC & Antdot – Phoenix [Extended], Ghandiez (2021, Braslive Records)
- ZAC & Circle of Life – Kosmos, New Moon (2021, Movement Records)
- ZAC & Meca & Bakka & Eleonora & Silver Panda – Carahy, Outer Space feat Eleonora (2022, Fluxo Records)
- ZAC & Tomy Wahl – Flush, Ayra (2022, Fluxo Records)

#### Singles
- ZAC & Jean Bacarreza - Blow U Out (2018, Loulou Records)
- ZAC - Come Back (2018, The Music Drop Records)
- ZAC – Electronic (2018, Nothing But Records)
- ZAC – One More Time (2018, Natura Viva Records)
- ZAC & Korvo – Crusade (2018, Kaligo Records)
- ZAC – Cobra (2018, Warung Recordings)
- ZAC & Ariel Merisio – Summertime (2018, Phouse Tracks Records)
- ZAC – Hold On (2018, Beat Boutique Records)
- ZAC – Juego Mortal (2019, Beat Boutique Records)
- ZAC & Foletto & Sandsnake – Summoning The Tribe (2019, Chords of Life Records)
- ZAC – Fight On (2019, The Music Drop)
- ZAC – Arppyrei (2019, Elevation Records)
- ZAC – Aquiles (2019, Infusion Brazil Records)
- ZAC – Addicted (2019, Valiant Horizon Records)
- ZAC & Vallent & Korvo – Voodoo (2019, Chords of Life Records)
- ZAC & Foletto – No Worries (2019, Proton Music)
- ZAC & Ashibah & Bakka – Free Falling (2019, Kittball Records)
- ZAC & Who Else – Lunar (2019, Kaligo Records)
- ZAC – Tu Forma De Ser (2020, Freshtunes Records)
- ZAC – Memoriez (2020, Fluxo Records)
- ZAC & Who Else – Renegade Explorer (2020, Dear Deer Records)
- AC & D-Nox – Fusion (2020, Einmusika Records)
- ZAC & Bakka – Ultragain (2020, Prototype Records)
- ZAC & Who Else – Untold Story (2020, Eleatics Records)
- ZAC – Areia [Extended] (2020, Fluxo Records)
- ZAC & Gabriel Carminati – Terra (2020, Soundscape Records)
- ZAC & Victor Arruda & Antonio Farhy – Kango (2020, Fluxo Records)
- ZAC & LENN V – Seventh Street (2021, Warung Recordings)
- ZAC & Who Else – Kayak (2021, Freegrant Music, FGComps Records)
- ZAC & Bakka – Jakal (2021, Nativo Records)
- ZAC & Bakka – Whispers (2021, Bunny Tiger Records)
- ZAC & Skapi – Impulse (2022, Fluxo Records)
- ZAC & Gaitha – Horus (2022, Freegrant Records)
- ZAC & Pacs – The Innerside Entended (2022, Purified Records)
- ZAC – Keep on Fallin’ (2022, Fluxo Records)

#### Remixes
- DJ Zombi - Crypto Maniacs (2018, Beat Boutique Records)
- Pedrada – Stylactique (2018, Samambaia Records)
- David Forbes, Hal Stucker – Stars (2018, Pure Progressive Records)
- Puka – Teus Olhos (2018, Order Records)
- Fat Sushi – Tripod (2018, Sprout Records)
- Juan Deminicis – Life on The Moon [D-Nox & ZAC], (2019, Proton Music Records)
- Giordia Angiuli – You Shine (2019, Warung Recordings)
- Lemon8 – A Better Place [D-Nox & ZAC] (2019, Soundteller Records)
- Maxximal & Ashibah & Dash Dot – Make It Better [ZAC & Bakka] (2020, Sony Music Entertainemant Records)
- Unkle Bob – Satellite [Padox & ZAC] (2021, Fluxo Records)
- Fuscarini – She’s Mad [ZAC & Pacs] (2021, Fluxo Records)
- Jukka – Life Stages [ZAC & Pacs] (2021, Fluxo Records)
- MING & Danielle Parente & Antdot – Under the Stars [ZAC & Skapi Extended] (2021, Braslive Records)